# فوزی القاوقجی
فوزی القاوُقجی (۱۹ ژانویه ۱۸۹۰ – ۵ ژوئن ۱۹۷۷) نظامی عثمانی-لبنانی بود. در طرابلس زاده شد، به عنوان افسر در ارتش عثمانی خدمت کرد. او پیش از وقوع انقلاب بزرگ سوری با رهبری آن مرتبط بود. او تدبیری اندیشید و شخصی را فرستاد تا موافقت سلطان الاطرش و عبدالرحمن شاهبندر را جلب کند. فرانسه او را به اعدام محکوم کرد. پس از شکست انقلاب، او سوریه را به مقصد بغداد ترک کرد و در آنجا وارد دانشکدهٔ نظامی شد. او در انقلاب فلسطین ۱۹۳۶ در رأس گروه‌های داوطلب شرکت کرد. پس از امضای پیش نویس معاهدهٔ سوریه و فرانسه، به او عفو عمومی اعطا شد، بنابراین به سوریه بازگشت. وقتی کودتای رشید علی الکیلانی در سال ۱۹۴۱ برخاست، او برای شرکت در آن شتافت و پس از شکست این جنبش، هواپیماهای بریتانیایی او را تا مرز سوریه تعقیب کردند. او و برخی از رفقایش کشته شدند، اما او فرار کرد و به برلین پناه برد، جایی که تا فروپاشی حکومت نازی‌ها در آنجا ماند.شوروی‌ها او را در ۲۹ مه ۱۹۴۶ دستگیر کردند و یک ماه بعد، وقتی متوجه شدند که همکاری او با آلمانی‌های نازی به دلیل وطن‌دوستی و نفرتش از بریتانیایی‌ها بوده است که بر فلسطین قیمومت می‌کردند، او را آزاد کردند. پس از پایان جنگ جهانی دوم به سوریه بازگشت. در سال ۱۹۴۷، اتحادیهٔ عرب او را به عنوان فرماندهٔ ارتش نجات، متشکل از داوطلبانی از کشورهای مختلف عربی، برای حمایت از فلسطین منصوب کرد. او در جنگ اول عرب‌ها و اسرائیل در ۱۹۴۸ فعالانه شرکت داشت. پس از شکست فلسطین، بسیاری از افسران او در چندین کودتای نظامی در سوریه شرکت کردند. فوزی القاوقجی پس از آن از امور نظامی کناره‌گیری کرد و در دمشق و سپس در بیروت، جایی که درگذشت، به گوشه‌نشینی رفت. خاطراتی بر جای گذاشت که درسال ۱۹۷۵ منتشر شد.

## زندگی و پیشه

### سال‌های اولیه
فوزی عبدالمجید القاوُقجی در ۱۹ ژانویه ۱۸۹۰ در طرابلس، سنجق طرابلس، ولایت بیروت، امپراتوری عثمانی متولد شد و در کودکی برای تحصیل به استانبول رفت. او به پیشرفت خود در مدارس ترکی ادامه داد تا به مدرسهٔ نظامی رسید، جایی که آغاز آگاهی سیاسی عربی او شروع به شکوفا شدن کرد. او در سال ۱۹۱۲ به عنوان افسر سواره نظام عثمانی فارغ‌التحصیل شد. او ابتدا در موصل مشغول به کار شد، جایی که توانایی‌هایش آشکار گشت. خیلی زود پس از آن، مربی سوارکاری کل گُردان شد.
با آشکار شدن ضعف ترکان عثمانی، احساسات عرب‌گرایی او در او قوی‌تر شد. وقتی جنگ جهانی اول شروع شد، برخی از سیاستمداران عرب با او تماس گرفتند تا انقلاب را در میان قبایل بادیه‌نشین که او آنها را خوب می‌شناخت، ترویج دهند. او در جنگ علیه بریتانیایی‌هایی که بصره را اشغال کرده بودند، شرکت داشت. در سال ۱۹۱۴، او در نبرد قرنه مجروح شد و برای درمان در بیمارستان بستری شد. سپس به دستور برخی از رهبران احزاب عرب، مخفیانه بیمارستان را ترک کرد تا با تعدادی از رهبران جنبش‌های عربی در سوریه و لبنان تماس بگیرد، اما متوجه شد که آنها را به زندان‌ها و چوبه‌های دار برده‌اند. در ماه مه ۱۹۱۶، او به لشکر سوم سواره نظام عثمانی که در خط دفاعی بئر سبع-غزه علیه نیروهای بریتانیایی مستقر بود، منصوب شد. روزهای اقامتش در بئر سبع به او تجربه گسترده‌ای در اصول شناسایی و کمین داد. او به خاطر شجاعتش شهرت گسترده‌ای کسب کرد، تعدادی مدال دریافت کرد و رابطه‌اش را با فرماندهان آلمانی تقویت کرد و به اسکورت آنها تبدیل شد. قاوقجی تا پایان جنگ جهانی اول به ارتش عثمانی وفادار ماند. او با وجود آزار و اذیت آنها، نفرت از استبدادشان و اطمینان از شکستشان، به جنگیدن در صفوف آنها ادامه داد. این را به تردیدهایش در مورد نیات بریتانیایی‌ها و فرانسوی‌ها نسبت داد، کسانی که انقلاب بزرگ عربی به آنها وابسته بود.

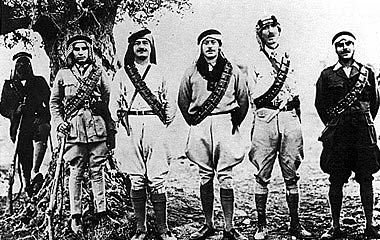
فوزی القاوقجی (نفر سوم از سمت راست) در سال ۱۹۳۶.

بلافاصله پس از پایان جنگ، او در ۱۶ اکتبر ۱۹۱۸ به زادگاهش طرابلس بازگشت و تا زمانی که ملک فیصل بن حسین از آنجا بازدید کرد و از او دعوت کرد تا در خدمت دولت جدید عربی کار کند، در آنجا ماند، که او پذیرفت. در دمشق، او به لشکر سوم شورای نظامی منصوب شد و در آنجا آنچه خیانت متفقین می‌دانست را کشف کرد. او درخواست انتقال به یکی از واحدهای فعال را داد و به عنوان فرماندهٔ گروهان اول تیپ سواره نظام هاشمی منصوب شد. او در ماموریت‌های محوله، عزم و اراده و قدرت خود را ثابت کر. شکست میسلون در سال ۱۹۲۰ او را رنج داد و در حالی که از کاخ ملک فیصل و قلعهٔ دمشق محافظت می‌کرد، ورود فرانسوی‌ها به دمشق را دید و این امر او را اندوهگین کرد.
در دوران قیمومت فرانسه بر سوریه و لبنان، قاوقجی فرماندهٔ گروهان سواره نظام در حما و دستیار مشاور فرانسوی شد. او تمام تلاش خود را کرد تا اعتماد فرانسوی‌ها را جلب کند و برای کاهش نارضایتی‌های آنها تلاش کند. وقایع و فعالیت‌های عبدالکریم الخطابی در ریف مغرب و انقلاب آتاتورک در آناتولی او را تحت تأثیر قرار داد و تشویق کرد که به انقلابی مشابه فکر کند.او شروع به آماده شدن برای انقلاب، فراخواندن برای آن و سازماندهی هسته‌ها کرد. سپس او در ۵ اکتبر ۱۹۲۵ با استفاده از فرصت انقلاب‌های صالح العلی، ابراهیم هنانو و سلطان الاطرش، جرقه را روشن کرد. او و افرادش در شُرُف تصرف شهر حما بودند، اما حملات هوایی مانع شد. او به صحرا رفت و در آنجا قبایل را علیه فرانسوی‌ها تحریک کرد. برجسته‌ترین تأثیر جنبش او، کاهش فشار بر شورشیان در جنوب سوریه بود.
قاوقجی و همراهانش آخرین کسانی بودند که میدان‌های انقلاب سوریه را ترک کردند. کمیتهٔ انقلاب او را در تابستان ۱۹۲۷ به اَمّان و اورشلیم فراخواند و به او مأموریت داده شد تا به ترکیه سفر کند و آن کشور را به حمایت از انقلاب سوریه متقاعد سازد. اما او به قاهره بازگشت، جایی که اختلاف نظرها بین رهبران سیاسی انقلاب شدت گرفته بود. او مدت زیادی در آنجا نماند و در سال ۱۹۲۸ به عربستان سعودی رفت.پس از وقوع حوادث فلسطین در سال ۱۹۲۹، مخفیانه حجاز را به مقصد مصر ترک کرد. او با اعضای هیئت فلسطینی که برای مذاکره با بریتانیایی‌ها به لندن سفر می‌کردند، ملاقات کرد و سعی داشت آنها را به بی‌فایده بودن مذاکرات و لزوم تلاش و آمادگی نظامی، همان‌طور که صهیونیست‌ها انجام می‌دادند، متقاعد کند. با این حال، او در تلاش‌هایش شکست خورد و به حجاز بازگشت.
القاوقجی پس از دو سال و نیم عربستان سعودی را ترک کرد و در اواخر سال ۱۹۳۲ به خدمت ملک فیصل بن حسین در بغداد درآمد. او با درجهٔ سروانی (نقیب) به عنوان معلم سوارکاری و استاد نقشه‌برداری در آکادمی نظامی سلطنتی منصوب شد. او پس از آنکه ثابت شد فرانسوی‌ها در سال ۱۹۳۴ از جنبش آشوری‌ها حمایت می‌کنند، سعی کرد ملک فیصل را تحریک کند تا انقلابی علیه فرانسوی‌ها در سوریه به راه بیندازد. با این حال، مرگ ملک فیصل مانع از این امر شد.با افزایش وقایع در سوریه، قاوقجی به صورت انفرادی وارد عمل شد. او با رهبران صحرانشینان سوریه و مردان سوری در امّان، بغداد و دمشق تماس گرفت و به همراه آنها طرحی برای انقلاب در سوریه تهیه کرد. در همان زمان، او مشغول وقایع فلسطین بود که در سال‌های ۱۹۳۴-۱۹۳۵-۱۹۳۶ از آن بازدید کرد و طرح خود را گسترش داد تا دو انقلاب در سوریه و فلسطین را نیز در بر بگیرد. اما پایان وقایع سوریه پس از ۵۴ روز اعتصاب و تشدید وقایع فلسطین با اعتصاب بزرگ و وقوع انقلاب در آنجا، او را به فلسطین معطوف کرد.

### سال‌های میانه
قاوقجی از سوی رهبران انقلاب فلسطین مأمور شد تا نیرویی از داوطلبان را برای قیام فلسطین آماده کند. او شروع به تماس با اردن، سوریه و لبنان کرد تا مبارزان جوان عرب را انتخاب کند، به آنها سلاح بدهد و آنها را به جبهه انقلاب در فلسطین بفرستد.در ۲۵ اوت ۱۹۳۶، قاوقجی در رأس لشکرکشی از عراق وارد شد و مثلث نابلس و به‌ویژه منطقهٔ جنین را به عنوان عرصه فعالیت‌های لشکرکشی خود انتخاب کرد. او به عنوان فرماندهٔ کل انقلاب، اعلامیه‌ای انقلابی پخش کرد و از انقلابیون خواست تا دور او جمع شوند و به او بپیوندند، و منشوری صادر کرد که در آن آمده بود: «تا آزادی فلسطین، استقلال آن و پیوستن به کاروان کشورهای آزادشدهٔ عرب، مبارزه ادامه دارد.»
ورود لشکرکشی قاوقجی تأثیر زیادی بر انقلابیون فلسطین گذاشت، شور و شوق آنها افزایش یافت و امیدهایشان پس از انقلاب که با تمامیت‌خواهی عربی و یک رژیم نظامی فنی مشخص می‌شد، زنده شد. القاوقجی از همان بدو ورود متوجه شد که انقلاب فلسطین از چه چیزی رنج می‌برد. انقلابیون تجربهٔ نظامی لازم برای رویارویی با یک ارتش منظم مدرن را نداشتند. دغدغهٔ آنها درگیری با نیروهای بریتانیایی و ایجاد کمین برای آنها بود.اوضاع سیاسی به دلیل اعتصاب طولانی و زیان‌هایی که به اقتصاد فلسطین وارد کرده بود، و به دلیل سیاست‌های رهبران عرب که نوری السعید را برای دادن وعده‌هایی به فلسطین فرستاده بودند و رهبران جنبش ملی فلسطین که امیدوار بودند مسئله را بر اساس شرافت بریتانیا حل کنند، رو به ضعف بود. پس از روزها سازماندهی و آماده‌سازی، نیروهای انقلابی به رهبری قاوقجی در سپتامبر ۱۹۳۶ در نبرد بلعا جنگیدند. بریتانیایی‌ها شکست خوردند و متحمل خسارات سنگینی شدند که بی‌سابقه بود و آنها فرماندهٔ کل قوا را برکنار کردند. این امر جان تازه‌ای به روح انقلابیون بخشید، جایگاه کمیتهٔ عالی عرب را تقویت کرد و مأموریت نوری السعید متوقف شد.
سپس انقلابیان در سپتامبر ۱۹۳۶ در دومین نبرد خود در جبع پیروز شدند و ضربهٔ غافلگیرکننده‌ای به نیروهای بریتانیایی وارد کردند. تلاش بریتانیا برای محاصره نیروهای انقلابی در بیت اِمرین در ۲۹ سپتامبر شکست خورد و انقلابیون در این نبرد نیز پیروز شدند. برای اولین بار، بریتانیایی‌ها کشته‌ها و زخمی‌های خود را در میدان نبرد رها کردند. همه اینها تأثیر زیادی بر روحیهٔ عرب‌ها گذاشت و داوطلبان از همه جهات سرازیر شدند. اما انقلاب با مشکل کمبود تجهیزات و خدمات پزشکی مواجه بود.وقتی آتش‌بس اعلام شد و حمله با تصمیم سیاسی کمیتهٔ عالی عرب پس از میانجیگری پادشاهان عرب و رهبران آنها لغو شد، قاوقجی احتیاط کرد و از نیروهایش خواست تا سلاح‌های خود را حفظ کنند و تا روشن شدن نتایج مذاکرات سیاسی در حالت آماده‌باش باقی بمانند. سپس رهبری سیاسی به او دستور داد که نیروهایش را از فلسطین خارج کند و او با وجود اینکه احساس می‌کرد اشتباه می‌کند، دستور را دقیقاً اجرا کرد.
او در ۲۶ اکتبر ۱۹۳۶ در وادی بیسان با احتیاط از رود اردن عبور کرد و از چندین کمین که توسط نیروهای بریتانیایی برایش تدارک دیده شده بود، جان سالم به در برد. در اردن، او بیشتر نیروها را مرخص کرد و با گروهان عراقی به عراق بازگشت، جایی که با استقبال دولتی و مردمی روبرو شد.قاوقجی مدتی در بغداد اقامت داشت. سپس دولت بکر صدقی در عراق، در پاسخ به درخواست بریتانیا و اعتراض سفیر ترکیه به موضع قاوقجی در مورد سنجق اسکندرون، او را به کرکوک تبعید کرد تا فعالیت‌های او را محدود کند. وقتی قاوقجی در کرکوک بود، بریتانیایی‌ها شروع به تقویت نیروهای خود در مناطق انقلاب فلسطین، حفاظت از مرزهای فلسطین و خلع سلاح قبایل در دو کرانهٔ رود اردن کردند. او شروع به تماس با تعدادی از چهره‌های سوری، اردنی و فلسطینی از تبعید خود کرد تا کمپینی را برای شعله‌ور کردن دوباره انقلاب آماده کند، به ویژه پس از اعلام طرح تقسیم که توسط کمیسیون سلطنتی بریتانیا در سال ۱۹۳۷ توصیه شده بود.
قاوقجی پس از کشته شدن بکر صدقی آزاد شد و جمیل المدفعی به عنوان نخست‌وزیر عراق به قدرت رسید. او به بغداد بازگشت و رهبران فلسطینی با او تماس گرفتند تا با کمک آلمان مقدمات انقلاب را فراهم کند. با این حال، این کار با مصادره سلاح‌های ارسالی توسط آلمانی‌ها در آوریل ۱۹۳۸ و آغاز مذاکرات بین بریتانیا و رهبران فلسطینی، با مشکل مواجه شد.نگرانی قاوقجی به سوریه و موضوع اسکندرون معطوف شد. او به همراه تعدادی از رفقایش در مبارزه برای تدوین طرحی برای انقلابی که در سوریه شعله‌ور شود و به سراسر شام گسترش یابد، شرکت کرد. این امر مستلزم «اعلام یک دولت ملی برای مدیریت انقلابی که در سراسر سوریه در حال وقوع است، و در نظر گرفتن مسئلهٔ فلسطین، شرق اردن، سوریه و لبنان به عنوان یک مسئله، یک انقلاب تحت رهبری یک رهبر» بود. مقدمات و سازماندهی انقلاب آغاز شد و با سفیر آلمان تماس برقرار شد، اما همه اینها با شروع جنگ جهانی دوم در اول سپتامبر ۱۹۳۹ متوقف شد.
قاوقجی فرصت دیگری برای فعالیت پیدا کرد، زمانی که کودتای رشید علی الکیلانی در سال ۱۹۴۱ در عراق آغاز شد. او تیمی از داوطلبان سوری، فلسطینی و عراقی را رهبری کرد و با کاروان‌های نظامی بریتانیا که از اردن می‌آمدند در رطبه مقابله کرد و در چندین نبرد موفق بود. او سپس هنگام تلاش برای دفع حمله بریتانیا به پالمیرا به شدت مجروح شد. او به بیمارستان دیرالزور و سپس به بیمارستان حلب منتقل شد و در آنجا مقدمات انتقال او به برلین فراهم شد. او تحت عمل جراحی‌های متعددی قرار گرفت و طی این عمل‌ها ۱۹ گلوله و ترکش از بدنش خارج شد. یک گلوله تا پایان عمرش در سرش باقی ماند.
وقتی آلمانی‌های نازی او را به کار دعوت کردند، او اصرار داشت که قبل از شروع کار، آنها رسماً حقوق و استقلال اعراب را به رسمیت بشناسند. او احساس می‌کرد که آنها سعی دارند از او و دیگر رهبران عرب ساکن آنجا سوءاستفاده کنند. او معتقد بود که آلمانی‌ها و ایتالیایی‌ها به دنبال خیر و صلاح اعراب نیستند. آنها از تشکیل یک ارتش منظم عربی خودداری کردند و تنها دغدغه‌شان جذب نیروهای کوچک و انفرادی عرب برای جاسوسی و خرابکاری در پشت خطوط متفقین بود. قاوقجی، آلمانی‌های نازی را متهم کرد که پسرش مجدی را - که خانواده‌اش بعدها به او در آلمان پیوستند - مسموم کرده‌اند، زیرا او، یعنی پدر خانواده، با آنها همکاری نکرده بود. او از شرکت در مراسم تشییع جنازهٔ نظامی که برای او برگزار شد، خودداری کرد.با عقب‌نشینی آلمان در جبهه‌های مختلف، امیدهای قاوقجی رو به افول گذاشت. او شاهد شکست رایش سوم و ورود شوروی به برلین بود. او به همراه همسر و همراهش در ۲۹ مه ۱۹۴۶ دستگیر شد و یک ماه بعد، زمانی که برای شوروی‌ها ثابت شد همکاری او با نازی‌ها به دلیل نفرت از انگلیسی‌ها بوده است، آزاد شد. او در آنجا تحت نظر بود، اما توانست فرار کند و به بخش فرانسوی برلین و از آنجا به پاریس برسد، دور از چشم انگلیسی‌هایی که او را برای اجرای حکم اعدامش تعقیب می‌کردند.
سپس به قاهره پرواز کرد و در فوریه ۱۹۴۷ به آنجا رسید. در آنجا متوجه شد که مسئلهٔ فلسطین به مرحلهٔ بحرانی رسیده است و با حمایت اتحادیهٔ عرب از مردم فلسطین، به نمایندگی از کمیتهٔ عالی عرب و رئیس آن، محمد امین الحسینی، شروع به آماده شدن برای حل آن از طریق زور، اقدام و ابزارهای نظامی کرد. قاوقجی چندین بار با او ملاقات کرد و آمادگی خود را برای کار و مبارزه ابراز داشت. از قاهره به زادگاهش طرابلس سفر کرد و در آنجا با استقبال مردمی روبرو شد.سپس در ۱۲ مارس ۱۹۴۷ به دمشق رفت و با رئیس‌جمهور سوریه ملاقات کرد و تمایل خود را برای کار متشرک اعلام نمود. او پیشنهادی را به شورای اتحادیه کشورهای عرب که در ۶ اکتبر ۱۹۴۷ در عالیه تشکیل جلسه داد، ارائه داد مبنی بر تشکیل کمیته‌ای برای مقابله با اسرائیل و آموزش جوانان فلسطینی، در حالی در همان زمان ارتش‌های منظم عربی در مرزها مستقر بودند و آماده بودند تا در صورت نیاز به درخواست کمک پاسخ دهند. اتحادیهٔ عرب این پیشنهاد را تصویب کرد و سرتیپ عراقی طه الهاشمی را مسئول تجهیزات و تسلیحات، محمد عزت دروزه را مسئول کمک‌رسانی و قاوقجی را فرماندهٔ نیروهای داوطلب یا آنچه ارتش نجات نامیده شد، قرار داد.
قاوقجی رسماً در ۷ دسامبر ۱۹۴۷ فرماندهی را در شرایط بسیار دشواری بر عهده گرفت، از جمله عدم تعادل بین نیروها و داوطلبان مردمی فلسطین از یک سو و نیروهای صهیونیستی از سوی دیگر از نظر آمادگی، آموزش و تسلیحات، علاوه بر ملاحظات کمیتهٔ عالی عرب در مورد رهبری او و تشکیل فرماندهی ارتش جهاد مقدس که فعالیت خود را در مناطق اورشلیم و الخلیل آغاز کرد و رزمندگان را در مناطق دیگر سازماندهی نمود.قاوقجی اولین هنگ ارتش نجات را به فرماندهی افسر سوری، سرهنگ دوم ادیب الشیشکلی، از طریق لبنان به منطقه جلیل غربی فرستاد. سپس او با هنگ دوم، به فرماندهی سرهنگ دوم سوری محمد صفا، از طریق اردن به منطقه سمخ و الحوله رفت. سپس، در ۶ مارس ۱۹۴۸، قاوقجی ستاد فرماندهی خود را از دمشق به فلسطین منتقل کرد و روستای جبع در شهرستان جنین را به عنوان ستاد فرماندهی خود برگزید. او در آنجا یک ایستگاه رادیویی خصوصی تأسیس کرد و پس از ورودش بیانیه‌ای خطاب به مردم صادر کرد.
ارتش نجات مسئولیت مناطق خاصی را بر عهده گرفت و القاوقجی روشی عملیاتی مبتنی بر تأمین امنیت مطلق، شناسایی دشمن و مستعمرات آن و بیرون راندن نیروهای صهیونیستی از مستعمرات ایجاد کرد. از آغاز ماه آوریل، او چندین نبرد پیروزمندانه علیه صهیونیست‌ها که توسط نیروهای بریتانیایی حمایت می‌شدند، انجام داده است. برجسته‌ترین این نبردها عبارت‌اند از: نبرد مشمار هاعیمیک اول و دوم، زرعین، عاره، قاقون، طیره قلقیلیه. ارتش نجات همچنین در نبرد باب الواد-لطرون در ۱۳ مه ۱۹۴۸ به مبارزین کمک کرد. با این حال، گاهی اوقات از دستورات فرماندهی کل سرپیچی می‌کردند. قاوقجی احساس می‌کرد که ارتش نجات از کمبود تجهیزات و تدارکات رنج می‌برد و رهبری دمشق، با وجود درخواست‌های احزاب مختلف، به دلیل دشواری سفر به دمشق، در تأمین تدارکات برای آن کوتاهی می‌کرد. او سیاستمداران را مسئول سهل‌انگاری و کمبود آذوقه دانست.
قاوقجی قبل از ورود ارتش‌های عربی به فلسطین از امّان بازدید کرد تا در مورد نقش ارتش نجات پس از ورود ارتش‌های منظم گفتگو کند. با این حال، رهبری در دمشق از او خواست که با نیروهایش عقب‌نشینی کند و مواضع خود را به ارتش اردن تحویل دهد. او در ۱۶ مه ۱۹۴۷ عقب‌نشینی کرد، اما برای نجات محله‌های عرب‌نشین که در معرض خطر فروپاشی بودند، به اورشلیم بازگشت.قاوقجی در ۲۴ مه ۱۹۴۸ به دمشق سفر کرد و با مقامات این کشور دیدار و گفتگو کرد. او از وضعیت بد ارتش نجات و کمبود آذوقه، لباس و تجهیزات به آنها شکایت کرد. او تهدید به استعفا کرد، اما رئیس‌جمهور شُکری القُوَّتلی او را متقاعد کرد که با نیروهایش به جبهه لبنان حرکت کند، جایی که در نبرد مالکیه در ۶ ژوئن ۱۹۴۸ همراه با دو ارتش سوریه و لبنان جنگید و پیروز شد. بدین ترتیب، تمام جبل عامل در دست اعراب باقی ماند.
وقتی اولین آتش‌بس اعلام شد، قاوقجی احساس کرد که این یک اشتباه بزرگ و خطری برای ارتش نجات است، زیرا جبهه‌ای که این ارتش مسئول حفاظت از آن بود، وسیع بود و با توانایی‌ها، وضعیت جمعیت، کمبود تجهیزات و عدم پاسخگویی مقامات به خواسته‌های آن مطابقت نداشت.پس از سقوط بخش بزرگی از جلیل (لوبیه، صفوریه، شفاعمرو، ناصره، الشجره) و سلسله جلساتی با مقامات، او استعفای خود را به عبدالرحمن عزام، دبیرکل اتحادیهٔ عرب، تقدیم کرد و دلایل آن را توضیح داد. همهٔ کسانی که او را می‌شناختند، برای منصرف کردنش از این تصمیم تلاش کردند و برخی از مایحتاج ارتش را برایش فراهم کردند. او دوباره به جبهه بازگشت و توانست در جبهه‌های صفد و مناره به موفقیت‌هایی دست یابد. اما اوضاع پس از آتش‌بس دوم پیچیده‌تر شد و ارتش‌های منظم از کار افتادند و ارتش نجات تنها ارتش فعال باقی ماند. با توجه به جدیت زیاد صهیونیست‌ها برای حمله به نیروهایش پس از منزوی کردن آنها، قاوقجی تصمیم به عقب‌نشینی گرفت.
در ۲۸ اکتبر ۱۹۴۸، نیروهای صهیونیستی با نیروهای برتر و مجهز به هواپیما، تانک و توپخانهٔ سنگین به تمام جبهه‌های ارتش نجات حمله کردند. نبردها، به ویژه در جبههٔ ترشیحا تا ۳۰ اکتبر ۱۹۴۸ ادامه یافت، زمانی که قاوقجی توانست نیروهای ارتش نجات را به جنوب لبنان عقب براند. سپس او مجبور شد با وجود آگاهی از تهدید جنوب لبنان توسط صهیونیست‌ها، به درخواست کمیتهٔ نظامی مبنی بر ترخیص نیمی از ارتش به بهانه کمبود بودجه تن دهد.

### سال‌های واپسین و درگذشت
پس از شکست نیروهای عربی و زمانی که کشورهای عربی توافق‌نامه‌های آتش‌بس دائمی را در رودس امضا کردند، قاوقجی نظامی‌گری را رها کرد و به دمشق نقل مکان کرد تا در آنجا در حالت تقریباً انزوا زندگی کند. سپس تحت فشار شرایط دردناک مادی و روانی راهی بیروت شد و تا زمان مرگش در ۵ ژوئن ۱۹۷۷ در آنجا ماند.
در دانشنامۀ فلسطین دربارهٔ او آمده است: «حاصل عمر القاوقجی، انبوهی از اسناد و مدارکی بود که در میدان نبرد به دست آورد و مجموعه‌ای از مشاهداتی بود که در نتیجه آزمون‌های طولانی و تجربیات عمیق، آنها را جمع‌آوری و استخراج کرده بود. او آنها را در خاطرات خود ثبت کرده و بر ایمان خود به مردم عرب و وطن عرب و احساس درد خود از مواضع برخی از رهبران سیاسی تأکید کرده است، زیرا به نظر او، آنها در حد و اندازه این کار نبودند.»